# شهرستان اصیل، آستانه
شهرستان اصیل (به قزاقی: Esil District) یک منطقهٔ مسکونی در قزاقستان است که در نورسلطان واقع شده‌است. شهرستان اصیل ۳۷۵٬۹۳۸ نفر جمعیت دارد.